# Eckart Lottmann
Eckart Lottmann (* 12. Oktober 1950 in Hamburg; † 9. Februar 2020 in Berlin) war ein deutscher Journalist und Filmemacher.

## Leben
Nach dem Abitur studierte er zunächst in Hamburg Soziologie, wechselte dann nach Berlin zum Hauptfach Publizistik. 1978 absolvierte er an der Freien Universität Berlin seinen Magister artium. Lottmann gehörte zu den Mitgründern der „MedienOperative Berlin e. V.“. Die „MedienOperative“ (kurz: MOB) war zunächst ein alternatives Medienzentrum, dann, vor allem ab Mitte der 80er Jahre, ein Produktionsunternehmen, das zunehmend für das öffentlich-rechtliche Fernsehen tätig war.
Lottmanns Schwerpunkte waren die Stadtsanierung und ausländische Jugendliche bzw. Erwachsene. Mithilfe von Förderungen von Senatsdienststellen wurden etliche Videos im Jugendbereich und auch Videos mit türkischen Erwachsenen realisiert. Der Film „Es ist dunkel um mich herum“ (1989 für den SDR, Reihe „Menschen unter uns“) war der erste Film fürs Fernsehen, den Lottmann alleinverantwortlich realisierte.
Lottmann stieg 1992 aus der MedienOperative (die inzwischen um die Firma „Lichtblick GbR“ erweitert worden war) aus und arbeitete seither als freier Journalist und Filmemacher. Etwa Mitte der 90er Jahre wurde er Mitglied der „Arbeitsgemeinschaft Dokumentarfilm“ (AG DOK). Als Schwerpunkt seines filmischen Schaffens können historisch-politische Dokumentationen für den SFB, später für den rbb gelten. Für die Redaktion „Zeitgeschichte“ des SFB/rbb realisierte Eckart Lottmann etliche etwa 45 Minuten lange Produktionen, die sich z. B. mit der Geschichte der Berufsfeuerwehr Berlins, mit der Geschichte der Binnenschifffahrt zwischen Hamburg, Berlin und Stettin oder mit der Geschichte der West-Berliner Polizei beschäftigten.
Außerdem hat Eckart Lottmann zeitweise für den Schulbuchverlag Cornelsen gearbeitet. Hier schrieb er in den 90er Jahren einige Unterrichtseinheiten für den „Aktualitätendienst Politik“ und die Reihe „Geschichte im Film“, Unterrichtseinheiten, die auf der Website des Unternehmens ins Internet gestellt wurden. Lottmann organisierte einige Jahre lang die Öffentlichkeitsarbeit des Verbands „AG DOK“, schrieb Artikel für Tageszeitungen und Branchenpublikationen und gab Seminare, in denen er seine Sicht auf dokumentarisches Fernsehen vermittelte.
Eckart Lottmanns Bruder war Joachim Lottmann, ein deutscher Schriftsteller, der zurzeit in Wien lebt und arbeitet.

## Filmografie
- „Auf eigenen Füßen“ (WDR, 45 Min., 1988): Spielfilm über ein türkisches Mädchen im Konflikt mit seinem konservativen Elternhaus, Buch und Regie zusammen mit Hartmut Horst
- „Es ist dunkel um mich herum“ (SDR, 45 Min., 1989): Dokumentarfilm über eine blinde Lehrerin, die in Stuttgart in einer Schule der „Nikolaus-pflege“ blinde und stark sehgeschädigte Kinder und Jugendliche unterrichtet
- „Das Haus der 18 Häuser“ (WDR, 60 Min., 1988–1990): Dokumentarfilm über den Bau eines „Ökohauses“ durch 18 Familien und die damit verbundenen ökologischen Experimente; Buch und Regie zusammen mit Alexander Ris
- „Wer ist hier fremd?“ (ZDF, 20 Min., 1990): Porträts mehrerer junger Berliner unterschiedlicher Nationalität
- „Der Traum vom rechtsfreien Raum“ (SFB/Arte/ELB-Film, 75 Min., 1994): Dokumentarfilm über sechs Personen, die 1980/81 in Berlin Häuser besetzt hatten
- „Man muss ein ganzer Kerl sein“ (SFB, 45 Min., 1995): Historische Fernsehdokumentation über die Geschichte der Berliner Feuerwehr
- „Worauf es ankommt“ (SFB, 45 Min., 2000): „Sozial schwache“ Jugendliche in Berlin: Möglichkeiten und Grenzen von Straßen-sozialarbeit am Beispiel von „Gangway Berlin e.V.“, produziert von ELB-Film.
- „Alarm 112“ (SFB, 45 Min., 2001): Fernsehdokumentation über die 150 Jahre alte Geschichte der Berliner Berufsfeuerwehr
- „Von Menschen und Kähnen“ (SFB/NDR, 45 Min., 2002): Historisches Fernsehfeature über Binnenschiffer zwischen Hamburg, Berlin und Stettin
- „Von der Elbe bis zur Oder“ (NDR/SFB, 60 Min., 2002): Historische Fernsehdokumentation über die Geschichte der Binnenschifffahrt im nordostdeutschen Raum
- „Häuser, Hass und Straßenkampf“ (RBB, 45 Min., 2006): Zeitgeschichtliche Dokumentation: Was ist 25 Jahre später von der Hausbesetzer-Bewegung in Westberlin übrig geblieben? Mit Schwerpunkt auf den Ereignissen im September 1981 (Tod des 18-jährigen Demonstranten Klaus-Jürgen Rattay)
- „Die Marzipan-Frau“ (RBB, 15 Min., 2007): Porträt einer Frau, die in einer 60 Jahre alten kleinen Konditorei das dort per Hand hergestellte Königsberger Marzipan verkauft (in der Reihe „Gesichter Berlins“).
- „Es geht um die Kinder“ (EL-Filmproduktion/„Deutsche Welle TV“, 26 Min., 2009): Dokumentation eines sozialen Projekts für arme Kinder, das eine blinde Deutsche auf eigene Kosten in Peru organisiert hat, und gleichzeitig ein Porträt dieser Frau.
- „Mit Blaulicht und Gummiknüppel“ (RBB, 45 Min., 2011): Der Film zeichnet die Geschichte der West Berliner Polizei vom Neubeginn der Polizei 1945 bis zur Vereinigung der beiden deutschen Staaten 1990 nach. Zeitzeugen berichten über die wechselvolle Geschichte der Polizei in der Frontstadt.